# 朝鲜民主主义人民共和国色情作品

显示各国家和地区色情作品法律状态的地图
完全合法
有条件允许
非法
资料暂缺

朝鲜民主主义人民共和国对拥有、生产、分发和进口色情作品的行为施以严惩，但色情作品仍然通過走私或自制進入朝鮮市場。從金正日時期開始，色情作品首先在朝鮮精英階層中流行起来，走私自国外的色情作品主要來自於中國，並在鄰近中國的边境地區公開出售。

## 傳播
性在保守的朝鲜文化中受限。一些脱北者表示，因为朝鲜缺乏性教育，故他们通过阅览色情作品来了解性，并且朝鲜的成人比年轻人更少阅览色情作品。关注色情作品的人可能成为该国大规模监视中的“高风险人群”。以光盘为载体、在黑市上出售的成人杂志和色情片被称为“Sex-R”，并按视频质量排列，大多数是来自中国的廉价盗版片，但市场和分销方式不断发展。例如平壤的统一市场就有盗版色情作品可以购买。中朝边境的色情作品公开交易。接触中国色情作品也提高了堕胎率。
过去，朝鲜也有国产色情片，它们在金正日统治时期开始出现，据报金正日收藏了大量色情片，而平民百姓持有的色情片会被当局没收。一部朝鲜出產的以朝鲜劳动党官员性侵妇女为主題的色情片《共和国的秘密故事》被偷运到日本，并由脱北者译为日语在日本出售，并附有“非娱乐用途，仅供研究”的书面免责声明。朝鲜还出口色情制品以获取硬通货。其中一些色情片通过朝鲜网站出售。在1990年代后期，观看色情内容在成了朝鲜国内精英的日常，甚至渗透到了国内各阶层。朝鲜的国产色情片通常充斥者裸体或穿着比基尼的朝鲜女性随着音乐跳舞的画面。文艺出版社秘密出版了内部淫秽书籍《淫荡的故事》供劳动党干部享用。2000年，朝鲜中央广播委员会还向官员发布了色情录像带。
如今，进口色情制品已在很大程度上取代了国内色情制品，而政治和军队精英是色情内容最活跃的消费者。2007年一张CD的租赁费用为2,000朝鲜圆每小时，租借群体中中学生占了很大比重。1995年，一部色情片可以卖到80美元。近年来，由于供应增加，价格暴跌，一位中国走私者告诉记者，他经常为购买盗版韩剧的顾客免费提供色情片。韩国色情片也被走私到该国。从韩国发送到朝鲜的宣传气球也带来了色情片，用来诱导朝鲜人民军。中央情报局国家秘密行动处局的资深人士亨利·A·克伦普顿称“从未遇到过不想要色情片供个人使用或转售的朝鲜外交官”。

## 法律
根据《朝鲜民主主义人民共和国刑法》规定：
擅自进口、制作、发行或非法保存反映腐朽、裸露、污秽内容的音乐、舞蹈、绘画、照片、书籍、录像、电子媒体的，处二年以下劳动教化刑。情节严重的，处五年以下劳动教化刑。进口、保存、传播色情录像的，处五年以上、十年以下劳动教化刑。——《朝鲜民主主义人民共和国刑法》第六章第一百九十三条（危害社会主义文化罪）中对“淫秽内容引进、保存、传播”的罚则
法律亦严禁公民浏览淫秽内容：
观看、收听反映腐朽、裸露或淫秽内容的音乐、舞蹈、绘画、照片、书籍、录像、电子媒体，或自行浏览的，处二年以下劳动教化刑。情节严重的，处五年以下劳动教化刑。——《朝鲜民主主义人民共和国刑法》第一百九十四条（颓废行为罪）
国家保卫省的任务是监控非法进口色情材料。走私色情片会被处以死刑或十年以上十五年以下的劳动教化刑。2013年，金正恩的叔叔张成泽被处决时，对他的指控就包含“散布色情内容”一项，同時亦有几名被指控观看或传播色情内容的人被处决。游客将色情物品带入该国亦触犯该国刑律。朝鲜严禁访问互联网上的成人网站，但过去已检测到BitTorrent下载色情内容，这些行为可能为在平壤的外国人所实施。同样，居住在中朝边境附近的朝鲜人使用装有中国SIM卡的手机访问中国色情网站。
朝鲜已批准《儿童权利公约》的《关于买卖儿童、儿童卖淫和儿童色情制品问题的任择议定书》，但未就儿童色情作品的法律地位进行立法。

### 引用
1. 1 2 3   (PDF). 由Sang hyup Lee; Hyeong Su Park; Kyung Eun Ha; Simpson Bell, Markus; Lee, Lilian; Wolman, Andrew翻译. Citizens' Alliance for North Korean Human Rights. 2009  [2016-12-20]. （原始内容 (PDF)存档于2016-09-15）.
2. 1 2 3 4 5  Schwartzman, Nathan. . Asian Correspondent. 2009-11-27  [2016-09-20]. （原始内容存档于2016-12-20）.Schwartzman, Nathan (27 November 2009). "Is There Porn in North Korea?" （页面存档备份，存于）. Asian Correspondent. Retrieved 20 September 2016.
3. 1 2 3  Moon Sung Hwee. . Daily NK. 2007-12-23  [2016-09-21]. （原始内容存档于2018-11-26）.
4. 1 2 3 4  Shin, Junsik. . New Focus International. 2015-04-13  [2016-09-20]. （原始内容存档于2017-09-02）.
5. ↑  Hokkanen 2013，第207頁.
6. ↑  Hokkanen 2013，第231–232頁.
7. ↑  Feinberg, Scott. . The Hollywood Reporter. 2014-12-18  [2016-10-22]. （原始内容存档于2021-04-22）.
8. ↑  Hokkanen 2013，第235頁.
9. ↑  Hokkanen 2013，第234頁.
10. ↑  Hokkanen 2013，第234–235頁.
11. ↑  . National Post. Agence France-Presse. 2010-12-29  [2016-09-21]. （原始内容存档于2022-10-30）.
12. ↑  Jung, Jin-Heon.  (PDF). Max Planck Institute. MMG Working Paper: 18. 2014  [2016-12-07]. ISSN 2192-2357. （原始内容 (PDF)存档于2015-06-30）.
13. ↑  Crumpton, Henry A. . New York: Penguin Publishing Group. 2012: 14  [2022-08-26]. ISBN 978-1-101-57222-1. （原始内容存档于2022-05-25）.
14. ↑  Hassig, Ralph; Kongdan Oh.  2nd. Lanham: Rowman & Littlefield Publishers. 2015: 106  [2022-08-26]. ISBN 978-1-4422-3719-3. （原始内容存档于2020-10-28）.
15. ↑  聯合國人权理事会  第25屆會議   Report of the detailed findings of the commission of inquiry on human rights in the Democratic People's Republic of Korea   A/HRC/25/CRP.1  page 60, §216.  2014-02-07.
16. ↑  Saul, Heather. . The Independent. 2013-12-13  [2017-04-01]. （原始内容存档于2017-04-01）.
17. ↑  聯合國人权理事会  第25屆會議   Report of the detailed findings of the commission of inquiry on human rights in the Democratic People's Republic of Korea   A/HRC/25/CRP.1  page 61, §218.  2014-02-07.
18. ↑  Talmadge, Eric. . The Big Story. Associated Press. 2016-04-01  [2016-09-21]. （原始内容存档于2016-04-04）.
19. ↑  Hotham, Oliver. . NK News. 2014-08-15  [2014-12-03]. （原始内容存档于2021-07-31）.
20. ↑  Hokkanen 2013，第23–24頁.
21. ↑  . Human Rights Watch.   [2016-09-21]. （原始内容存档于2016-03-23）.
22. ↑   (PDF) 8th. International Centre for Missing & Exploited Children. 2016: 34  [2016-12-08]. （原始内容 (PDF)存档于2016-12-18）.